# Brassica elongata
Brassica elongata là một loài thực vật có hoa trong họ Cải. Loài này được Ehrh. mô tả khoa học đầu tiên năm 1792.